# Konrad Weidemann
Konrad Weidemann (* 4. November 1938; † 21. März 2010 in Mainz) war ein deutscher frühgeschichtlicher Archäologe und Mittelalterarchäologe.

## Leben
Er studierte Vor- und Frühgeschichte und wurde am 28. Juli 1965 in Göttingen promoviert. 1966/1967 erhielt er das Reisestipendium des Deutschen Archäologischen Instituts. Seit 1966 arbeitete er am Römisch-Germanischen Zentralmuseum in Mainz. Zunächst war er Direktorialassistent, ab 1974 Direktor der Abteilung Frühmittelalter, von 1982 bis zur Pensionierung 2003 Generaldirektor des Museums.

## Veröffentlichungen
- Eine Befestigungsanlage karolingischer Zeit bei der „Oldenburgskuhle“ in Itzehoe. in: Steinburger Jahrbuch. Jahrgang 1959, S. 7–13.
- Die frühmittelalterliche Keramik zwischen Somme und Elbe. Untersuchungen zu ihrer Typologie, Chronologie und Handelsgeschichte von der Mitte des 7. bis zum Ende des 9. Jh., Göttingen 1965 (= Dissertation).
- Zur Topographie von Mainz in der Römerzeit und dem frühen Mittelalter. In: Jahrbuch des Römisch-Germanischen Zentralmuseums Mainz. Band 15, 1968, S. 146–199 (Digitalisat).
- Zur Topographie von Metz in der Römerzeit und im frühen Mittelalter. In: Jahrbuch des Römisch-Germanischen Zentralmuseums Mainz. Band 17, 1970, S. 147–171 (Digitalisat).
- mit Kurt Böhner und Detlev Ellmers: Das frühe Mittelalter. In: Führer durch das Römisch-Germanische Zentralmuseum in Mainz. Band 1, Philipp von Zabern, Mainz 1970. 1980 leicht veränderte Neuauflage des Museums.
- Untersuchungen zur Kunst und Chronologie der Parther und Kuschan vom 2. Jh. v. Chr. bis zum 3. Jh. n. Chr. In: Jahrbuch des Römisch-Germanischen Zentralmuseums Mainz. Band 18, 1971, S. 146–178.
- Untersuchungen zur Siedlungsgeschichte des Landes zwischen Limes und Rhein vom Ende der Römerherrschaft bis zum Frühmittelalter. In: Jahrbuch des Römisch-Germanischen Zentralmuseums Mainz. Band 19, 1972, S. 99–154 (Digitalisat).
- Die Königspfalz in Ingelheim. In: François Lachenal, H. T. Weise (Hrsg.): Ingelheim am Rhein 774-1974. Geschichte und Gegenwart. Ingelheim 1974, S. 37–56.
- Archäologische Zeugnisse zur Eingliederung Hessens und Mainfrankens in das Frankenreich vom 7. bis zum 9. Jh. In: W. Schlesinger (Hrsg.): Althessen im Frankenreich (= Nationes. Band 2). Sigmaringen 1975, S. 95–120.
- Könige aus dem Yemen. Zwei spätantike Bronzestatuen. Mainz 1983.
- Die geplünderte Villa in Gallien – ein anderes archäologisches Modell. In: Ernst Künzl: Die Alamannenbeute aus dem Rhein bei Neupotz. Plünderungsgut aus dem römischen Gallien (= Monographien des Römisch-Germanischen Zentralmuseums. Band 34,1). 2. Auflage, Mainz 2009, S. 505–539.
- mit Margarete Weidemann: Römische Staatskalender aus der Spätantike. Die von Furius Dionisius Filocalus und Polemius Silvius überlieferten römischen Staatskalender und deren historische Einordnung (= Monographien des Römisch-Germanischen Zentralmuseums. Band 130). Schnell & Steiner, Regensburg 2016, ISBN 978-3-7954-3161-7.